# 102년

## 연호
- 후한(後漢) 영원(永元) 14년

## 기년
- 후한(後漢) 화제(和帝) 14년
- 신라(新羅) 파사 이사금(婆娑泥師今) 23년
- 고구려(高句麗) 태조대왕(太祖大王) 50년
- 백제(百濟) 기루왕(己婁王) 26년

## 사건
- 음력 8월, 음즙벌국(音汁伐國)과 실직곡국(悉直谷國)이 강역을 다투다가, 신라의 파사 이사금을 찾아와 해결해 주기를 청하였다. 왕이 이를 어렵게 여겨 말하기를 "금관국(金官國) 수로왕(首露王)은 나이가 많고 지식이 많다." 하고, 그를 불러 물었더니 수로가 의논하여 다투던 땅을 음즙벌국에 속하게 하였다. 이에 왕이 6부에 명하여 수로를 위한 연회에 모이게 하였는데, 5부는 모두 이찬으로서 접대 주인을 삼았으나 오직 한기부(漢祇部)만은 지위가 낮은 사람으로 주관하게 하였다.수로가 노하여 종[奴] 탐하리(耽下里)에게 명하여 한기부의 우두머리 보제를 죽이게 하고 돌아갔다. 그 종은 도망하여 음즙벌국의 우두머리 타추간(抒鄒干)의 집에 의지해 있었다. 왕이 사람을 시켜 그 종을 찾았으나 타추(抒鄒)가 보내주지 않았으므로 왕이 노하여 군사로 음즙벌국을 치니 그 우두머리가 무리와 함께 스스로 항복하였다. 실직곡국과 압독국 두 나라의 왕도 와서 항복하였다.

## 사망
- 반초, 중국 후한 초의 장수.

## 참고 문헌
- 김부식 (1145), 《삼국사기》 <신라본기 제1권 파사 이사금 條>